# PyOxim
PyOxim ist ein Kupplungsreagenz aus der Gruppe der Phosphoniumsalze. In der Festphasenpeptidsynthese reagiert es schneller als PyBOP, jedoch langsamer als unter anderem COMU, HCTU und HATU. Im Gegensatz zu HATU und HBTU führt es nicht zu Kettenabbrüchen und wird daher zur Synthese von Cyclopeptiden verwendet. PyOxim enthält Oxyma zur Minderung der Racemisierung.